# Atos de Exclusão Anarquista

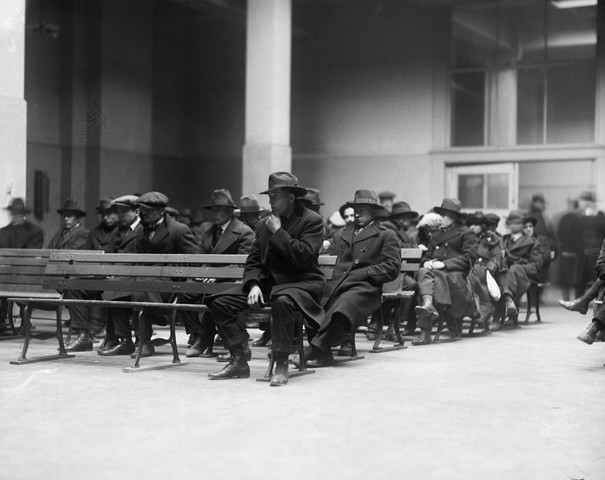
Anarquistas e comunistas aguardam possível deportação em Ellis Island (1920).

Os Atos de Exclusão Anarquista são duas leis de imigração aprovadas pelo Congresso dos Estados Unidos - a primeira em 1903 e a segunda em 1918. O objetivo da primeira lei era garantir, através do controle da imigração e da vigilância policial, que imigrantes identificados como anarquistas fossem impedidos de entrar no país. A segunda lei permitia ao governo deportar, sem julgamento, ativistas anarquistas e comunistas para os seus países de origem.

## O Ato de 1903
O primeiro Ato de Exclusão Anarquista (oficialmente definido como lei que regulamenta a imigração de estrangeiros nos Estados Unidos) foi aprovado pelo Congresso americano, na sessão do último dia da legislatura de 1903 - 3 de março - e novamente aprovado em 29 de junho de 1906, logo após o assassinato do presidente William McKinley, por Leon Czolgosz, que, paradoxalmente, não era um imigrante, mas nascido nos Estados Unidos, embora fosse filho de imigrantes poloneses. A polícia respondeu ao atentado com a prisão de vários anarquistas, incluindo Emma Goldman e um grupo de Chicago que publicava o Free Society - o principal jornal anarco-comunista, em língua inglesa, publicado nos EUA, na época.  Afinal foram todos liberados, pois nenhuma evidência de conspiração foi encontrada. Alguns anarquistas fizeram duras críticas a Czolgosz, denunciando seu temperamento perigoso. Esta foi a primeira legislação nos Estados Unidos, desde os Alien and Sedition Acts de 1798, que clamava pela interrogação de imigrantes em potencial sobre suas crenças políticas. A lei visava especificamente aqueles "que não acreditam ou que se opõem a todo governo organizado, ou que são membros ou filiados a qualquer organização que defenda ou pregue tal descrença ou oposição a todo governo organizado."

Depois que Goldman organizou uma reunião dos opositores à deportação de John Turner na Cooper Union, o New York Times publicou um editorial defendendo a lei e a deportação de Turner. O jornal se referiu aos presentes na reunião como "sonhadores ignorantes e meio loucos" e declarou que o país tinha "o direito - e, na opinião do Congresso e de muitos, provavelmente a maioria, dos americanos, o dever - de excluí-lo."

## O ato 1918
A segunda lei de exclusão anarquista (oficialmente Immigration Act of October 16, 1918), promulgada a 16 de outubro de 1918,alterou a lei de 1903, detalhando a definição de anarquista e ampliando as possibilidades de deportação dos adeptos do anarquismo. 